# Zélie Yzelle
Zélie Yzelle est une actrice française, née Joséphine Toucheur à Sommedieue, dans la Meuse le 3 octobre 1869, et morte à Antony (Hauts-de-Seine) le 14 février 1959.

## Biographie
Elle est inhumée au cimetière d'Antony.

## Filmographie
- 1936 : L'Homme du jour de Julien Duvivier
- 1937 : Claudine à l'école de Serge de Poligny
- 1937 : J'accuse de Abel Gance
- 1937 : La Tragédie impériale de Marcel L'Herbier
- 1938 : La Fin du jour de Julien Duvivier
- 1938 : Le Moulin dans le soleil de Marc Didier
- 1939 : Les Musiciens du ciel de Georges Lacombe
- 1943 : Le Val d'enfer de Maurice Tourneur
- 1945 : Le Capitan de Robert Vernay
- 1946 : Le Dernier Sou d'André Cayatte
- 1946 : La Maison sous la mer de Henri Calef
- 1946 : Le silence est d'or de René Clair
- 1948 : L'Armoire volante de Carlo Rim
- 1949 : Interdit au public d'Alfred Pasquali
- 1951 : Caroline chérie de Richard Pottier
- 1951 : Le Plaisir de Max Ophüls - dans le sketch : La maison Tellier
- 1951 : Rendez-vous à Grenade de Richard Pottier
- 1952 : Ouvert contre X de Richard Pottier